# ماريا جاسين
ماريا جاسين (من مواليد 1956) هي عالمة أحياء جزيئية في مركز ميموريال سلون كيترينج للسرطان. يدرس مختبرها إعادة التركيب المتماثل، وهي طريقة يتم فيها إصلاح التكسرات في سلاسل الدنا. وهي عضو منتخب في الأكاديمية الوطنية للعلوم والأكاديمية الأمريكية للفنون والعلوم.